# Делта Амакуро
Делта Амакуро (шп. Estado Delta Amacuro), једна је од 23 државе у Боливарској Републици Венецуели. Држава се налази на крајњем истоку Венецуеле и покрива укупну површину од 40.200 км ² и има 166.907 становника (2011) .
Делта Амакуро је окружена на западу са савезном државом Монагас, држава Боливар је на југу, а на северу су Залив Парија и Атлантски океан. Такође, океан је и на истоку, а тамо је и латиноамеричка држава Гвајана.
Главни и највећи град је Тукупита.

## Галерија
- Делта реке Ориноко
- Староседеоци Делте у традиционалном кануу